# Edoardo Anton
Edoardo Anton, nom de scène d'Edoardo Antonelli, né le 7 janvier 1910 à Rome et mort le 11 mai 1986 à Villefranche-sur-Mer, est un scénariste et réalisateur italien.

## Biographie
Fils du dramaturge Luigi Antonelli, il est né à Rome en 1910. Il suit les traces de son père en écrivant des textes de théâtre, des scénarios d'opérettes et des comédies musicales. En 1936, il rencontre Raffaello Matarazzo avec qui il commence son activité de scénariste de cinéma, qui se poursuivra jusque dans les années 1980.
Vers la fin des années 1930, il collabore à plusieurs programmes radiophoniques de l'Ente Italiano per le Audizioni Radiofoniche (EIAR) ; il écrit des textes pour des émissions de variétés ainsi que des œuvres radiophoniques originales en prose. Il s'aventure également dans le genre policier naissant en publiant quelques nouvelles dans la revue spécialisée Il Cerchio Verde et un roman (Il mistero della casa crollata, Rome, C.E.S.A., 1936).
En 1952, il fait ses débuts dans la réalisation de films avec le film Le Loup de la frontière (it). Ensuite, il se consacrera à faire les adaptations italiennes de plusieurs films étrangers comme Le Secret de la casbah de Ray Enright ou Si le roi savait ça de Caro Canaille. En 1954, il réalise Ridere! Ridere! Ridere! puis en fait un remake sept ans plus tard avec Carlo Infascelli intitulé Follie d'estate (it).
En 1958, il réalise un épisode de l'émission Il teatro dei ragazzi pour la Rai.
L'une de ses pièces les plus connues est La fidanzata del bersagliere, portée au grand écran par Alessandro Blasetti en 1967.
Il est décédé à Villefranche-sur-Mer en 1986.

## Filmographie partielle

### En tant que scénariste
- 1941 : L'avventuriera del piano di sopra de Raffaello Matarazzo
- 1942 : Commando du désert (Bengasi) d'Augusto Genina
- 1954 : Ridere! Ridere! Ridere! de lui-même
- 1955 : Le Signe de Vénus de Dino Risi
- 1955 : La Belle de Rome de Luigi Comencini
- 1956 : Totò, Peppino et la Danseuse (Totò, Peppino e la... malafemmina) de Camillo Mastrocinque
- 1957 : Maris en liberté (Mariti in città) de Luigi Comencini
- 1957 : Peppino, le modelle e... "chella llà" de Mario Mattoli
- 1959 : Les temps sont durs pour les vampires de Steno
- 1960 : Robin des Bois et les Pirates de Giorgio Simonelli
- 1961 : L'Imprévu d'Alberto Lattuada

### En tant que réalisateur
- 1949 : La Montagne de verre (en) (The Glass Mountain),  coréalisé avec Henry Cass
- 1952 : Le Loup de la frontière (it) (Il lupo della frontiera)
- 1953 : Le Secret de la casbah (Dramma nella Kasbah), coréalisé avec Ray Enright
- 1954 : La souris déclenche la bagarre (en) (Angela), coréalisé avec Dennis O'Keefe
- 1954 : L'Étoile des Indes (en) (Stella Dell'India), coréalisé avec Arthur Lubin
- 1954 : Ridere! Ridere! Ridere!
- 1956 : Si le roi savait ça (Al servizio dell'imperatore), coréalisé avec Caro Canaille
- 1963 : Follie d'estate (it), coréalisé avec Carlo Infascelli (remake de Ridere! Ridere! Ridere!)